# Gearbox
 (août 2007).
Améliorez-le ou discutez des points à vérifier. 
Pour le studio de jeux vidéo, voir Gearbox Software.
Une gearbox est un anglicisme (signifiant « boite à engrenages » en Français) qui désigne l'élément d'une réplique d'airsoft électrique renfermant toutes les pièces mécaniques utiles à la propulsion des billes.

## Description
La gearbox est une coque renfermant tous les éléments permettant le tir d'un lanceur électrique :
- le nozzle
- la tappet plate
- la tête de cylindre
- le cylindre
- la tête de piston
- le piston
- le ressort
- le guide ressort
- le cut off lever
- l'anti-reversal lever
- les bushings
- les shims
- les engrenages (ou gears)
- les connecteurs électriques
- le moteur (sur certains types de gearbox uniquement)

## Fonctionnement

Une gearbox animée

L'élément moteur de la gearbox est le moteur électrique. Il fait tourner indéfiniment les engrenages qui provoquent le mouvement d'aller et retour du piston. Ce dernier, poussé par le ressort, comprime l'air contenu dans le cylindre pour l'expédier hors de la gearbox et propulser la bille précédemment chargée dans la chambre de la réplique par un mouvement du nozzle, également provoqué par l'action des engrenages sur la tappet plate, sur laquelle il est installé.
En mode semi-automatique un levier, le cut off lever, est actionné à la fin du cycle des engrenages, celui-ci désengage le chariot contacteur et coupe ainsi l’alimentation électrique du moteur.
En mode automatique ce levier est soit, suivant la version de la gearbox, désenclenché soit shunté par un deuxième contacteur qui redirige le courant directement vers le moteur permettant ainsi le tir en rafale libre jusqu'à ce que la queue de détente sois relâchée.
Certaines répliques peuvent tirer en rafales limitée, soit par un système de crémaillère, un potentiomètre ou par un système électronique.

## Modèles
Il en existe huit versions chez Tokyo Marui, réutilisées par la plupart des autres marques d'AEG (Automatic Electric Guns). Parfois elles créent une gearbox unique pour un modèle :
- V1 - FAMAS
- V2 - M16, MP5, G3, SIG-550/551, M4A1, SCAR-L, SCAR-H
- V3 - MP5K, AK47, G36, SIG-552,STEYR AUG
- V4 - PSG-1
- V5 - Uzi
- V6 - P90, M1A1 ,F2000
- V7 - M14
- V8 - Type 89, AK74MN EBBr
- V9 - AK74M